# Gregory Joseph Burke
Gregory Joseph Burke (8 de novembro de 1959) é um jornalista americano. Anteriormente foi diretor da Sala de Imprensa da Santa Sé, cargo em que sucedeu a Federico Lombardi, e foi sucedido por Matteo Bruni.
Burke foi anteriormente correspondente da Fox News e da revista Time, enquanto morava em Roma. Em junho de 2012, foi anunciado que ele assumiria o cargo de conselheiro sênior de comunicações da Seção de Assuntos Gerais da Secretaria de Estado do Vaticano.
Foi nomeado vice-diretor da Sala de Imprensa da Santa Sé em dezembro de 2015 e promovido a diretor em 1º de agosto de 2016. Em 31 de dezembro de 2018, anunciou sua intenção de renunciar ao cargo. Em setembro de 2019 tornou-se diretor de comunicações da IESE Business School.
Ele se formou na St. Louis University High School e na Columbia University School of Journalism. É membro do Opus Dei.